# عند الزورق الصغير

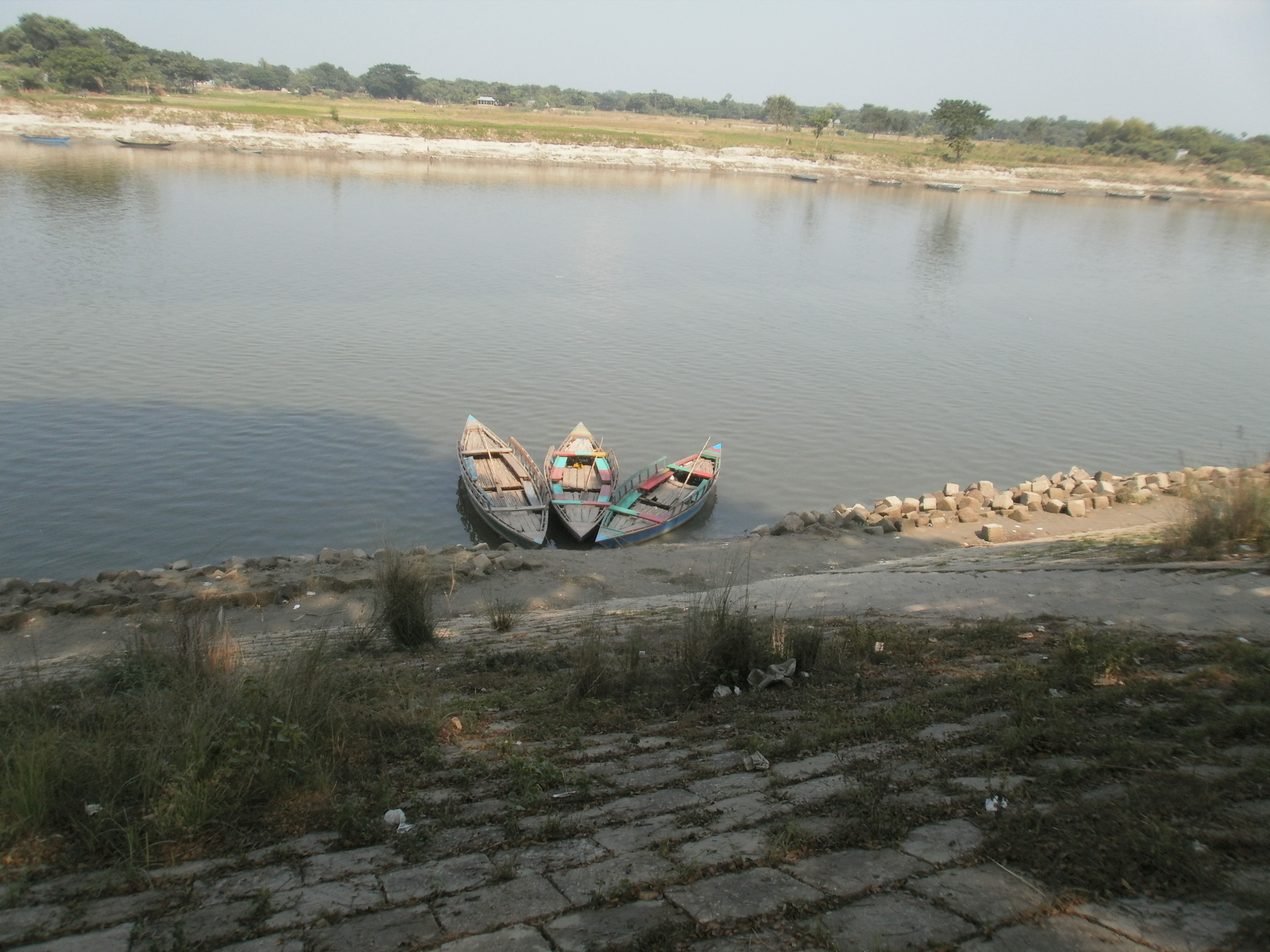

عند الزورق الصغير (بالإنجليزية: Down at the Dinghy)‏ قصة قصيرة من تأليف ج. د. سالينجر، نُشرت كنسخة أصليّة في صحيفة هاربر في أبريل 1949، وأُدرجت في المجموعة، تسع قصص.
تمثّل القصة، التي كُتبت في صيف عام 1948 عند بحيرة جنيفا، ولاية ويسكونسن، تحولًا بعيدًا عن كره سالينجر الصافي للبشر، والتي كانت إلى حد كبير مزوّدةً بتجاربه القتالية المروعة في أوروبا أثناء الحرب العالمية الثانية، ومُوجهةً إلى «إعادة التأكيد» على الترابط الإنساني والصحوة الروحية.
تشتمل القصة على «بو بو» غلاس تانينباوم، أحد الأفراد الرئيسيين في عائلة غلاس الخيالية لقصص سالينجر، وتشير إلى إثنين من إخوتها، سيمور غلاس (متوفى) وويب «بادي» غلاس.

## ملخص الحبكة
تروى القصة على جزأين متميزين، يتضمن الأول نقاشًا بين اثنتين من موظفي البيت حول الابن الصغير لرب عملهما، الذي يتمتع بتاريخ من الفرار. أما الجزء الثاني، فيتناول جهود الأم في طمأنة ابنها ومساعدته على التغلب على مخاوفه.
تبدأ القصة مع اثنتين من خادمات المنازل، السيدة سنيل وساندرا، تتجادلان حول ابن صاحب المنزل، ليونيل. تشعر ساندرا بقلق شديد من أن ليونيل سيخبر بو بو (السيدة تانينباوم)، ربّة عملها، بأنها قد أدلت ببعض التصريحات المعادية لليهود عن والد ليونيل اليهودي («سيكون له أنف تمامًا مثل أبيه»). تجد بو بو ليونيل في زورق صغير يستعد للانسلال بعيدًا، ويرفض السماح لأمه بالانضمام إليه. تتظاهر بو بو بأنها أميرال السفينة الوهمية من أجل كسب ثقة ليونيل واكتشاف لماذا يحاول الهرب. لكنه يقاوم، حتى أن حالته ساءت لدرجة أنه رمى نظارات عمه سيمور الواقية القديمة في البحيرة.
أخبر ليونيل بو بو أن ساندرا وصفت والده بأنه «كيكي قذر كبير». على الرغم من أنه لا يعرف معنى هذه الإهانة العرقية، حيث يخلط بين كلمة «كيكي» و «كايت»، إلا أنه يدرك دلالاتها المهينة. في محاولة كي تُطمئن الصبي وتساعده في التغلب على هذه الحادثة، نجحت بو بو في تقديم أفكار حول احتياجاتها الخاصة والحب الذي تشعر به تجاهه. في نهاية القصة، يتسابقان عبر الشاطئ باتجاه المنزل، ويفوز ليونيل.

## التحليل
تحتوي القصة التي تحمل في الأصل عنوان «قاتل في الزورق الصغير» على بعض عناصر سرد السيرة الذاتية الواضحة. يُشبه سالينجر (الذي كانت تُطلق عليه أسرته لقب «سوني») ليونيل، ابن بو بو تانينباوم، البالغ من العمر أربع سنوات، في صفة أنه «كان لديه عادة الهرب من المنزل عندما يواجه صراعًا». ترسيخًا لهذه الملاحظة دون أي شك، يصف سالينجر ليونيل وهو يرتدي قميص «جيروم النعامة» -في حين أن الاسم الأول لسالينجر هو جيروم. تنجح والدة ليونيل، «بو بو»، مُستخدمةً براعة عظيمة، في أن تنقل لابنها حقيقة بسيطة وعميقة: لا يمكن التغلب على الخوف والعزلة إلا من خلال الدعم المتبادل مع الآخرين.
تتناول القصة أيضًا قضية معاداة اليهود في فترة ما بعد الحرب عندما أصبحت حقائق الفظائع الوحشية التي ارتُكبت ضد الأقليات، بما فيها اليهود، مفهومة تمامًا. نظر سالينجر شخصياً إلى أي معسكر اعتقال نازي باعتباره جنديًا أميركيًا. في فترة التحاقه بمدارس خاصة من الطبقة المتوسطة العليا الشرقية عندما كان صبياً، تعرّض سالينجر، نصف اليهودي، للتنميط العرقي من قبل غالبية زملائه الأنجلوسكسونيين. إن قصة «عند الزورق الصغير» لا تعتبر إحصاءً لهذه الأحداث الشخصية والتاريخية، بل هي «إعادة تأكيد للإيمان بالتواصل الإنساني» المبنيّة على أساسه منذ البداية.

## الشخصيات
- بو بو: وُجهت العديد من الإيحاءات إلى بو بو عبر ملحمة غلاس، على الرغم من أنها نادرًا ما ظهرت في أي من القصص الأخرى، مثل فراني وزوي، أو مقدمة عن سيمور. يُشار إليها باسم مُشرفة العائلة الدائمة، وهذه القصة تعيد إظهار هذا الأمر.
- ليونيل: هذه هي القصة الوحيدة التي يظهر فيها ليونيل أو حتى يذكر.
- العم ويب: أشارت إليه بو بو عندما رمى ليونيل النظارات الواقية في البحيرة. أخبرت بو بو ليونيل، ابنها، أن النظارات الواقية كانت لعمه ويب وأنها كانت لعمه سيمور ذات يوم. يُعرف العم ويب أيضًا باسم بادي في قصص عائلة غلاس.